# NDRG4
NDRG4‏ (NDRG family member 4) هوَ بروتين يُشَفر بواسطة جين NDRG4 في الإنسان.